# Armene robusta
Armene robusta är en bönsyrseart som beskrevs av Mistshenko 1956. Armene robusta ingår i släktet Armene och familjen Mantidae. Inga underarter finns listade i Catalogue of Life.